# Protium glaucescens
Protium glaucescens är en tvåhjärtbladig växtart som beskrevs av Ignatz Urban. Protium glaucescens ingår i släktet Protium och familjen Burseraceae. Inga underarter finns listade i Catalogue of Life.